# Кузьмин, Мстислав Витальевич
Мстисла́в Вита́льевич Кузьми́н (род. 1933[где?][когда?]) — советский и российский учёный, профессор[где?], доктор технических наук; философ.

## Биография
Мстислав Витальевич родился в 1933 году[когда?].
- 2001 год — он получил учёную степень доктора технических наук[1].
  - тема докторской диссертации: «Нетрадиционные рабочие органы для технико-технологической модернизации сельскохозяйственного производства»[2].

Также, он получил дополнительное образование[где?] по специальности: философия.

## Научная и общественная деятельность
Основные научные интересы
- прогнозирование тенденций развития технических систем (в том числе для агропромышленного комплекса),
  - а также их разработка;
- философские аспекты развития:
  - науки,
  - техники,
  - социальной сферы;
- совершенствование учебного процесса (развитие основ, дидактика).

### Публикации
Публикации в изданиях, рекомендованных ВАК РФ
1. Кузьмин М. В. Триер с эластичной ячеистой поверхностью / М. В. Кузьмин, М. В. Туаев // Механизация и электрификация социалистического сельского хозяйства. – 1972. – №8.– С. 14 – 16.
2. Кузьмин М. В. Использование воздушного потока в скоростных триерах / М. В. Кузьмин, Ю. Г. Смирнов // Механизация и электрификация социалистического сельского хозяйства.– 1974.– № 9. – С. 41 – 42.
3. Кузьмин М. В. Эластичное цилиндрическое решето / М.В. Кузьмин, В.Ю. Чурюмов // Механизация и электрификация сельского хозяйства. – 1987. – № 1. – С. 56.
4. Кузьмин М. В. Использование единой схемы сепарирующих рабочих органов с гибкой разделяющей поверхностью / М. В. Кузьмин // Механизация и электрификация сельского хозяйства. 2005. – № 9. – С. 9 – 11.
5. Кузьмин М. В. Предельные законы теории производительности машинно-технологических агрегатов / М. В. Кузьмин // Механизация и электрификация сельского хозяйства. – 2005. – № 10. – С. 6 – 8.
6. Кузьмин М. В. Нетрадиционные рабочие органы сельскохозяйственных машин / М. В. Кузьмин // Техника в сельском хозяйстве. – 2006. –№6. – С. 23 – 28.
7. Кузьмин М. В. Новая система машин на основе безвальных спирально–винтовых рабочих органов/ М.В. Кузьмин // Механизация и электрификация сельского хозяйства. – 2008. – № 3. – С. 37 – 39.
8. Кузьмин М. В. Значение идей В. П. Горячкина для создания новых рабочих органов / М.В. Кузьмин // Вестник федерального государственного образовательного учреждения высшего профессионального образования «Московский государственный агроинженерный университет имени В.П. Горячкина». Агроинженерия. Научный журнал. – М.: ФГОУ ВПО МГАУ, 2008. – № 2(27). –С. 86 – 88.

Учебные пособия для вузов
1. Сабликов М. В. Курсовое и дипломное проектирование по сельскохозяйственным машинам / М. В. Сабликов, М. В. Кузьмин. – М.: Колос, 1973. – 191 с.
2. Бубнов В. З. Эксплуатация машинно-тракторного парка / В. З. Бубнов, М. В. Кузьмин. – М.: Колос, 1980. – 231 с.
3. Кузьмин М. В. Интенсификация рабочих процессов сельскохозяйственных машин / М. В. Кузьмин. – М.: ВСХИЗО 1985. – 107 с.
4. Кузьмин М. В. Эксплуатация машинно-тракторного парка. Часть 1. Производственная эксплуатация / М. В. Кузьмин, В.М. Тараторкин. – М.: РГАЗУ, 1997. – 91 с.

Книги и брошюры
1. Буряков А.Т. Механизация производственных процессов заготовки сена (обзор иностранных патентов) / А.Т. Буряков, М. В. Кузьмин, А. В. Реутов.– М.: ЦНИИПИ, 1964. – 40 с.
2. Буряков А.Т. Механизация производственных процессов заготовки силоса (обзор иностранных патентов) / А.Т. Буряков, М. В. Кузьмин, А. В. Реутов. – М.: ЦНИИПИ, 1964. – 30 с.
3. Буряков А. Т.Справочник по механизации полеводства / А. Т. Буряков, М. В. Кузьмин. – М.: «Колос», 1970. – 351 с.
4. Буряков А. Т. Новая техника для земледелия / А.Т. Буряков, М. В. Кузьмин. – М.: Россельхозиздат, 1973. (переиздана на татарском языке, Казань, 1973.).– 223 с.
5. Кузьмин М. В. Интенсификация процесса сепарации при уборке и послеуборочной обработке зерновых / М. В. Кузьмин, Е. Г. Ермакова. – М.: МСХ СССР ВНИИТЭИСХ, 1975. – 66 с.
6. Комплексная механизация уборки зерновых / М. В. Кузьмин и др. – М.: Россельхозиздат, 1975. – 151 с.
7. Кузьмин М. В. Использование сельскохозяйственной техники: производительность и качество / М. В. Кузьмин. – М.: Россельхозиздат, 1983.– 189с.
8. Смирнов Ю. Г. Режущие устройства для уборки зерновых культур (обзорная информация) / Ю. Г. Смирнов, М. В. Кузьмин, А. Р. Барсов. – М.: ВНИИПИ, 1990. – 63 с.
9. Почвообрабатывающие машины для почвозащитного земледелия / Т. Г. Гурова, А. П. Ивашникова, М. В. Кузьмин, Ю. Г. Смирнов. – М.: ВНИИПИ, 1991. – 99 с.
10. Прогнозы развития механизации в агропромышленном комплексе. / Ю. Г. Смирнов, М. В. Кузьмин, Н. П. Шепелев и др.– М.: ВНИИПИ, 1991.– 112с.
11. Смирнов Ю.Г. Молотильно-сепарирующие устройства (обзорная информация) /Ю. Г. Смирнов, А. Р. Баранов, М. В. Кузьмин. – М.: ВНИИПИ, 1991. – 75 с.
12. Смирнов Ю. Г. Нетрадиционные рабочие органы сельскохозяйственных машин (обзорная информация) / Ю. Г. Смирнов, М. В. Кузьмин, Г. Ф. Серый. – М.: ВНИИПИ, 1992. –107 с.
13. Смирнов Ю. Г. Машинно-тракторные агрегаты для выполнения полевых работ / Ю. Г. Смирнов, М. В. Кузьмин. – М.: НПО «Поиск», 1993.– 60 с.
14. Кузьмин М. В. Нетрадиционные направления развития техники будущего / М. В. Кузьмин.– М.: ОАО ИНИЦ «ПАТЕНТ», 2006.– 104 с.

Статьи в журналах
1. Данилов В. А. Эффективное использование широкозахватных посевных агрегатов / В.А. Данилов, В.А. Родичев, М.В. Кузьмин и др. // Сельские зори.– 1969.– № 3.–С. 7,8.
2. Кузьмин М. В. Больше рабочего времени жатве / М.В. Кузьмин // Сельский механизатор. – 2005. – №9. – С. 36– 37.
3. Васюков Ю. Роторная машина для обработки почвы и уничтожения сорняков / Ю Васюков, М. Кузьмин, Ю. Юдин //Сельский механизатор.– 2007. – №3. – С. 12,13
4. Кузьмин М. В. Определение режимов работы гибкого цилиндрического решета с участком обратной кривизны, 0420700045 / 0068 / М. В. Кузьмин, В. Ю. Чурюмов // Электронное научное издание «Вестник РГАЗУ». − 2007. − № 2, www. RGAZU. ru.
5. Кузьмин М. В. Эффективность спирально – винтовых рабочих органов сельскохозяйственных машин, 0420700045 / 0097 / М. В. Кузьмин // Электронное научное издание «Вестник РГАЗУ». − 2007. − № 3, www. RGAZU. ru.
6. Кузьмин М. В. Переход к системной подготовке специалистов для АПК / М. В. Кузьмин // Вестник федерального государственного образовательного учреждения высшего профессионального образования «Московский государственный агроинженерный университет имени В. П. Горячкина». Теория и методика профессионального образования. Научный журнал.– М.:ФГОУ ВПО МГАУ,2008. – № 6/1(31) – С. 93 – 95.

Статьи в сборниках и научных трудах
1. Родичев В. А. Исследование поворота широкозах¬ватных агрегатов на повышенных скоростях / В. А. Родичев, М. В. Кузьмин // Сборник «Научные основы повыше¬ния рабочих скоростей машинно-тракторных агрегатов». – М.: Колос, 1968. – С. 12-14.
2. Кузьмин М. В. К вопросу обоснования технологического процесса скоростного цилиндрического триера. Механизация и автоматизация уборки и послеуборочной обработки зерновых культур / М.В. Кузьмин, М.В. Туаев // Труды ЧИМЭСХ, вып. 52. – Челябинск, 1971. – С. 130—137 .Кузьмин М.В. Оценка эффективности сельскохозяйственных машин. Комплексная механизация работ в полеводстве / М.В. Кузьмин // Труды ВСХИЗО, вып. XLIX. – М.: ВСХИЗО, 1973. – С. 49–58.
3. Кузьмин М. В. Исследование технологического процесса скоростного кукольного триера. Комплексная механизация работ в полеводстве / М.В. Кузьмин, И.Н. Кабаненков, М.В. Туаев. Труды ВСХИЗО, вып. XLIX. – М.: ВСХИЗО, 1973. – С. 59–64.
4. Кузьмин М. В. Основные положения методики прогнозирования развития соломо¬трясов, решет и триеров / М.В. Кузьмин // Комплексная механизация сельскохозяйственного производства. Труды ВСХИЗО, вып. LXV. – M.: ВСХИЗО, 1973. – С. 66–70.
5. Кузьмин М. В. Разработка генеральной определительной таблицы и оценочной матрицы для прогнозирования тенденций развития соломотрясов, решет и триеров /М.В. Кузьмин // Комплексная механизация сельскохозяйственного производства. Труды ВСХИЗО, вып. LXV. – M.:ВСХИЗО, 1973. – С.71–77.
6. Кузьмин М. В. Триер с эластичной ячеистой лентой / М. В. Кузьмин // Сборник. Машины для уборки и послеуборочной обработки урожая, вып. 1. – М.: ЦНИИТЭИтракторосельхозмаш, 1973. – С. 8–12.
7. Кузьмин М. В.Опыт прогнозирования тенденций развития соломотрясов, решёт и триеров / М. В. Кузьмин // Сборник. Рабочие органы, узлы и детали сельскохозяйствен¬ных машин. – М.: ЦНИИТЭИтракторосельхозмаш, 1973. – С. 26–30.
8. Кузьмин М. В. Разработка математической модели сепарации как случайного про¬цесса при структурно–логическом подходе / М.В. Кузьмин // Комплексная меха¬низация сельскохозяйственного производства. Труды ВСХИЗО, вып. 83. – М.: ВСХИЗО, 1974. – С. 53–59.
9. Кузьмин М. В. Интенсификация сепарации с помощью гибких рабочих органов/ М. В. Кузьмин // Сборник. Комплексная механизация сельскохозяйственного производ¬ства. Труды ВСХИЗО, вып. 107.– М.:ВСХИЗО, 1975. – С. 79–86.
10. Кузьмин М. В. Определение экономического потенциала научно-исследовательской работы / М. В. Кузьмин // Сборник. Комплексная механизация сельскохозяйственного производ¬ства. Труды ВСХИЗО, вып. 107. – М.: ВСХИЗО, 1975. – С. 87–93.
11. Кузьмин М. В. Тенденции развития рабочих органов для сепарации зерно - соломистых и зерновых смесей / М. В. Кузьмин // Интенсификация процессов послеуборочной обработки зерна. Труды ЧИМЭСХ, вып. 117. – Челябинск: ЧИМЭСХ, 1976. – С. 4 – 9.
12. Кузьмин М. В. Особенности процесса разделения смесей на гибких рабочих ор¬ганах / М.В. Кузьмин // Комплексная механизация сельскохозяйственного про¬изводства. Труды ВСХИЗО, вып. 127.– М.: ВСХИЗО, 1976. – С. 68 – 72.
13. Кузьмин М. В. Структурный анализ условий исполь¬зования машинно-тракторных агрега¬тов в Нечернозёмной зоне РСФСР / М. В. Кузьмин // Комплексная механизация и авто¬матизация с.-х. производства в Нечернозёмной зоне РСФСР. Труды ВСХИЗО. – М.: ВСХИЗО, 1980. – С. 58–67.
14. Кузьмин М. В. Высокопроизводительные сепарирующие рабочие органы для зерноочистительно-сушильных комплексов / М.В. Кузьмин // Совершенствование сельскохозяй¬ственной техники и повышение эф-фективности ее использования в условиях Нечерноземья. – М.: Знание, 1981. – С. 36–39.
15. Кузьмин М. В. Резервы повышения производительности и качества работы сельскохозяйственных машин при выполнении основных полевых работ в условиях Нечернозёмной зоны / М. В. Кузьмин // Повышение производительнос¬ти и качества работы сель¬скохозяйственных машин в ус-ловиях Нечернозёмной зоны РСФСР. Труды ВСХИЗО. – M.: 1985. – С. 3–19. Кузьмин
16. Кузьмин М. В. Совершенствование методики прогнозирования развития сельскохозяйственных машин/ М. В. Кузьмин, Ю. Г. Смирнов// Комплексная механизация сельскохозяйственного производства. Межвузовский сборник научных трудов. – М.: ВСХИЗО. – 1989. – С. 14-26.
17. Кузьмин М. В. Нетрадиционные рабочие органы зерноуборочных комбайнов / М. В. Кузьмин // Сборник докладов международной научно-технической конференции «Перспективные технологии уборки зерновых культур, риса и семян трав».– Мелитополь: ТГАТА, 2003. – С. 56 – 62.

Авторские свидетельства
1. Авторское свидетельство № 205418 СССР, МКИ3 А 01 f 7/44. Цилиндрический триер [Текст] / А.Т. Буряков, М.В. Кузьмин, В.Н. Минаев и др. (СССР). – № 1082409/30 – 15; заявл. 13.06.66; опубл. 13.11.67, Бюл. № 23. – 3 с.: ил.
2. Авторское свидетельство № 209094 СССР, МКИ3А 01b 51/04. Тракторная сцепка [Текст] / Ю.А. Коваленко, М.В. Кузьми Ю.А, А.Г. Соловейчик (СССР). – № 1111350/30-15 заявл. 04.11.66; опубл. 17.01.68, Бюл. № 4. – 2с.: ил.
3. Авторское свидетельство № 264027 СССР, МКИ3 А 01 b 59/04. Прицепная сцепка: [Текст]: / М.В. Кузьмин, Ю.А. Коваленко, А.Г. Соловейчик и др. (СССР) – № 1198995/30-15; заявл. 22.11.67; -опубл. 10.11.70, Бюл. № 8. – 3с.: ил.
4. Авторское свидетельство № 298385 СССР, МКИ3 В 07 b 13/02. Цилиндрический триер: [Текст]: / М.В. Кузьмин, М.В. Туаев (СССР). – № 1321277/30-15; заявл. 12.01.70; опубл. 16.03.71, Бюл. № 11. – 3с.: ил.
5. Авторское свидетельство № 299274 СССР, МКИ3 В 07 b 13/02. Цилиндрический триер: [Текст]: / М.В. Кузьмин, М.В. Туаев (СССР). – № 1321277/30-15; заявл. 04.04.69; опубл. 26.03.71, Бюл. № 12. – 3с.: ил.
6. А.с. 368820, СССР МКИ3 А 01 b 51/04. Тракторная сцепка: [Текст]: / Ю.С. Мухин, В.В. Мизюков, М.В. Кузьмин и др. (СССР). – № 1664348/30-15; заявл. 26.05.71; опубл. 08.02.73, Бюл. № 10. – 2с.: ил.
7. Авторское свидетельство № 402339 СССР, МКИ3 А 01 b 59/042. Прицепная сцепка: [Текст]: / Ю.А. Коваленко, Б. И. Пейсахович, М.В. Кузьмин и др. (СССР). –№1378844/30-15; заявл. 21.11.69; опубл. 19.10.73, Бюл. № 42. – 2с.: ил.
8. Авторское свидетельство № 410824 СССР, МКИ3 В 07 b 1/00, А 01 f 12/30, 12/44. Устройство для очистки зерносоломистого вороха к зерноуборочному комбайну: [Текст]: / М.В. Кузьмин, Г.Ф. Серый, М.В. Туаев и др. (СССР). – № 1760961/30-15; заявл. 24.03.72; опубл. 15.01.74, Бюл. № 2. – 3с.: ил.
9. Авторское свидетельство № 412952 СССР, МКИ3 В 07 b 13/02. Рабочий орган триера: [Текст]: / М.В. Кузьмин, М.В. Туаев, С.В. Жихарев (СССР). – № 1731836/30-15; заявл. 31.12.71; опубл. 30.01.74, Бюл. № 4. – 2с.: ил.
10. Авторское свидетельство № 431913 СССР, МКИ3 В 07 b 13/02. Цилиндрический триер: [Текст]: / М.В. Туаев, М.В. Кузьмин (СССР). – № 1731837/30-15; заявл. 31.12.71; опубл. 15.06.74, Бюл. № 22. – 2с.: ил.
11. Авторское свидетельство № 435868 СССР, МКИ3 В 07 b 13/02. Цилиндрический триер: [Текст]: / М.В. Кузьмин, М.В. Туаев (СССР). – № 1796848/30-15; заявл. 13.06.72; опубл. 15.07.74, Бюл. № 26. – 3с.: ил.
12. Авторское свидетельство № 435869 СССР, МКИ3 В 07 b 13/02. Цилиндрический триер. [Текст]: / М.В. Кузьмин, Туаев М.В (СССР). - № 1727648/30-15; заявл. 21.12.71; опубл. 15.07.74., БИ № 26, 1974. – 2с.: ил.
13. Авторское свидетельство № 447181 СССР, МКИ3 В 07 b 1/22. Решето: [Текст]: /М.В. Кузьмин (СССР). – № 1847608/30-15; заявл. 20.11.72; опубл. 25.10.74, Бюл. № 39. – 4с.: ил.
14. Авторское свидетельство № 460079 СССР, МКИ3 В 07 b 13/02. Цилиндрический триер: [Текст]: / М.В. Кузьмин, Ю.Г. Смирнов (СССР). – № 1922550/30-15; заявл. 22.05.73; опубл. 15.02.75, Бюл. № 6. – 2с.: ил.
15. Авторское свидетельство № 493257 СССР, МКИ3 В 07 b 13/02. Сепарирующее устройство: [Текст]: / М.В. Кузьмин (СССР). – №1880260 /30-15; заявл. 08.02.73; опубл. 30.11.75, Бюл. № 44. – 2с.: ил.
16. Авторское свидетельство № 578121 СССР, МКИ3 В 07 b 1/22. Сепаратор зернового вороха: [Текст]: / М.В. Кузьмин, Г.Ф. Серый, Ю.Г. Смирнов (СССР). – № 2198161/30-15; заявл. 13.06.72; опубл. 30.10.77, Бюл. № 40. – 3с.: ил.
17. Авторское свидетельство № 668720 СССР, МКИ3 В 07 b 1/00. Устройство для очистки зерносоломистого вороха к зерноуборочному комбайну: [Текст]: / Г.Ф. Серый, А.И. Русаков, М.В. Кузьмин и др. (СССР). – № 2496272/30-15; заявл. 14.06.77; опубл. 25.06.78, Бюл. № 25. – 2с.: ил.
18. Авторское свидетельство № №722614 СССР, МКИ3 В 07 b 13/02. Цилиндрический триер: [Текст]: / М.В. Туаев, М.В. Кузьмин, Сосновский и др. (СССР). – № 2596382/30-15; заявл. 27.03.78; опубл. 25.03.80 Бюл. № 11. – 3с.: ил.
19. Авторское свидетельство № 793469 СССР, МКИ3 А 01 F 12/44, В 07 В 7/00. Устройство для разделения зерносоломистого вороха: [Текст]: / М.В. Кузьмин, Ю.Г. Смирнов (СССР). – № 2758239/30-15; заявл. 23.04.79; опубл. 07.01.81, Бюл. № 1. – 3с.: ил.
20. Авторское свидетельство № 858951 СССР, МКИ3 В 07 В 1/22. Сепаратор зернового вороха: [Текст]: / М.В. Кузьмин, Ю.Г. Смирнов, Г.Ф. Серый (СССР). – № 2799339/30-15; заявл. 19.06.79; опубл. 30.08.81, Бюл. № 32. – 3с.: ил.
21. Авторское свидетельство № 982581 СССР, МКИ3 А 01 D 55/18. Режущий аппарат косилки: [Текст]: / В.П. Балашов, Г.В. Соболев, М.В. Кузьмин и др. (СССР). - № 3285198/30-15; заявл. 08.05.81; опубл. 23.12.82, Бюл. № 47. – 2с.: ил.
22. Авторское свидетельство № 1039583 СССР, МКИ3 В 07 В 1/22. Решето: [Текст]: / М.В. Кузьмин, В.Ю. Чурюмов (СССР). – № 3370539/30-15; заявл.04.12.81; опубл. 07.09.83, Бюл. № 33. – 3с.: ил.
23. Авторское свидетельство № 1044238 СССР, МКИ3 А 01 F 12/44, В 07 В 1/22. Сепаратор зерна: [Текст] / М.В. Кузьмин, В.Ю. Чурюмов (СССР). – № 3459867/30-15; заявл. 23.06.82; опубл. 30.09.83, Бюл. № 36. – 3с.: ил.
24. Авторское свидетельство № 1142177 СССР, В 07 В 1/22. Цилиндрическое решето: [Текст]: / М.В. Кузьмин, В.Ю. Чурюмов (СССР). – № 3621152/30-15; заявл. 13.07.83; опубл. 28.02.85, Бюл. № 8. – 3с.: ил.
25. Авторское свидетельство № 1159664 СССР, МКИ3 В 07 В 11/06, G 01 F 11|46. Питатель цилиндрического сепаратора: [Текст]: / В.Ю. Чурюмов, М.В. Кузьмин (СССР). – № 3688691/30-15; заявл. 10.11.83; опубл. 07.06.85, Бюл. № 31. – 3с.: ил.